# Ласбек
Ласбек (њем. Lasbek) општина је у њемачкој савезној држави Шлезвиг-Холштајн. Једно је од 55 општинских средишта округа Штормарн. Према процјени из 2010. у општини је живјело 1.203 становника. Посједује регионалну шифру (AGS) 1062089.

## Географски и демографски подаци
Ласбек се налази у савезној држави Шлезвиг-Холштајн у округу Штормарн. Општина се налази на надморској висини од 45 метара. Површина општине износи 12,4 km². У самом мјесту је, према процјени из 2010. године, живјело 1.203 становника. Просјечна густина становништва износи 97 становника/km².